# Franco Selleri
Franco Selleri (Bologna, 9 ottobre 1936 – 20 novembre 2013) è stato un fisico italiano già professore all'Università di Bari.

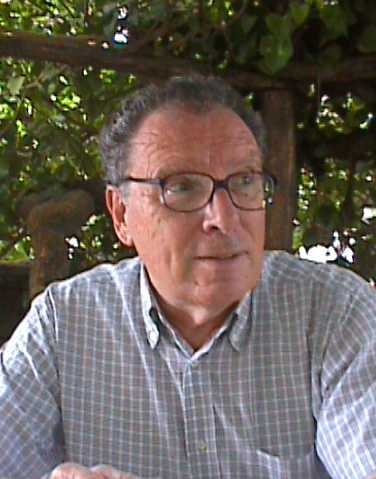
Franco Selleri

Fisico teorico, studiò presso il Liceo Scientifico "Augusto Righi" di Bologna, quindi conseguì la laurea in fisica summa cum laude presso l'Università di Bologna nel 1958, e fu membro dell'Istituto nazionale di fisica nucleare dal 1959. È stato membro della New York Academy of Sciences e della Fondazione Louis de Broglie, e ha fatto parte del Consiglio di amministrazione della Società italiana di fisica. Nel 2009 è stato nominato Vice presidente della Telesio-Galilei Academy of Science. È stato docente di Fisica Teorica presso l'Università degli Studi di Bari.
È noto per la sua analisi dei fondamenti della teoria della relatività e della meccanica quantistica. Numerose sono state le proposte di soluzione dei paradossi da lui evidenziati. Filosoficamente, le sue posizioni erano vicine al realismo.
Ottenne numerose cattedre e borse di studio in visita presso varie università e istituti di ricerca, fra cui il CERN, il Centro di ricerca nucleare di Saclay, l'Università del Nebraska, la Cornell University, e l'Istituto unificato di ricerca nucleare di Dubna. Ha ricevuto una medaglia dal Gdanskie Towarzystwo Naukowe (Polonia). Ha pubblicato più di 200 lavori sulla fisica delle particelle, la teoria quantistica, la relatività, e la storia e la filosofia della fisica. È stato autore di numerosi libri e curatore di atti di convegni su diversi temi relativi ai fondamenti della fisica.

## Pubblicazioni
- 1983/1990	Die Debatte um die Quantentheorie (Il dibattito sulla teoria dei Quanti) ISBN 978-3528285180

- 1987	Paradossi e Realtà - Saggio sui Fondamenti della Microfisica, Biblioteca di Cultura Moderna 948, Gius. Laterza & Figli, 1987, ISBN 88-420-2891-6
- 1987	La Causalità Impossibile - L'interpretazione realistica della fisica dei quanti, Jaca Book, 1987, ISBN 88-16-40208-3
- 1988	Microphysical Reality and Quantum Formalism, Vol. 1 (Teorie fondamentali della fisica), ISBN 978-9027726841
- 1988	Microphysical Reality and Quantum Formalism, Vol. 2 (Teorie fondamentali della fisica), ISBN 978-9027726841
- 1988	Quantum Mechanics versus Local Realism: The Einstein-Podolsky-Rosen Paradox (Fisica degli atomi e delle molecole), ISBN 0306427397
- 1989	Fisica senza dogma: la conoscenza scientifica tra sviluppo e regressione, Bari, Dedalo, 1989. ISBN 978-8822060891
- 1990	Quantum Paradoxes and Physical Reality, in collaborazione con Alwy van der Merwe, ISBN 978-94-009-1862-7
- 1992	Wave-Particle Duality, ISBN 0306441632, ISBN 978-0306441639
- 1993	Fundamental Questions in Quantum Physics and Relativity: Raccolta di lavori in onore di Louis de Broglie ISBN 0911767835, ISBN 978-0911767834
- 1993	International Conference on Bells Theorem and the Foundations of Modern Physics: Palazzo del Ridotto, Cesena, 7-10 ottobre 1991, ISBN 978-9810210885

- 1994	Frontiers of Fundamental Physics: Atti di una conferenza internazionale tenutasi a Olimpia, Grecia, il 27-30 settembre 1993, ISBN 0306448254, ISBN 978-0306448256
- 1995	Advances in Fundamental Physics, ISBN 0306441632, ISBN 978-0306441639
- 1998	Einstein, Podolsky, and Rosen Paradox in Atomic, Nuclear, and Particle Physics, ISBN 978-0-306-42739-8
- 1998	Open Questions in Relativistic Physics, ISBN 0-9683689-1-3, ISBN 978-0-9683689-1-6
- 1999 La fisica del Novecento - Per un bilancio critico, ISBN 88-88550-33-X
- 2002	La Natura del tempo: propagazioni super-luminali, paradosso dei gemelli, teletrasporto, ISBN 978-88-220-6251-2
- 2003	Lezioni di relatività - da Einstein all'etere di Lorentz, ISBN 88-88550-12-7
- 2007	Controlled Nucleosynthesis: Breakthroughs in Experiment and Theory, ISBN 1-4020-5873-X, ISBN 978-1-4020-5873-8
- 2009	Weak Relativity: The Physics of Space and Time Without Paradoxes